# Tanypus stellatus
Tanypus stellatus är en tvåvingeart som beskrevs av Daniel William Coquillett 1902. Tanypus stellatus ingår i släktet Tanypus och familjen fjädermyggor. Inga underarter finns listade i Catalogue of Life.